# Jaafra
Jaafra  (in arabo الجعافرة‎?) è un centro abitato e comune rurale del Marocco situato nella provincia di Rehamna, regione di Marrakech-Safi. Conta una popolazione di 10 896 abitanti (censimento 2014).